# Glen Forrest
Glen Forrest is een plaats in de agglomeratie Perth in West-Australië en ligt langs de Great Eastern Highway. Het ligt ten zuiden van het nationaal park John Forrest, ten oosten van Darlington, ten westen van Mahogany Creek en ten noorden van de rivier Helena. In 2016 telde Glen Forrest 2.776 inwoners tegenover 2.832 in 2006.

## Geschiedenis
De Nyungah Aborigines zijn de oorspronkelijke bewoners van de streek.
In de jaren 1840 liepen er door de streek reeds paden van houthakkers. Alfred Smith was de eerste kolonist die zich in de streek vestigde in de jaren 1870. Hij richtte er een door stoom aangedreven houtzaagmolen op. Zijn molen werd pas echt rendabel toen de Eastern Railway opende in juni 1885. Er kwam een spooraansluiting op 100 meter van zijn molen waarlangs hij zijn houtproducten makkelijker kon afvoeren. Later werd er een spoorwegstation gebouwd. De spooraansluiting werd Smith's Mill genoemd naar de molen en zijn eigenaar. Tegen het einde van de jaren 1890 waren de beste bomen uit de omgeving echter geveld en sloot de molen de deuren.
Ondertussen hadden er zich dankzij de spoorweg andere economische bedrijvigheden ontwikkeld. Richard Hardey begon er een wijngaard en later een wijnkelder. Er werden boomgaarden ontwikkeld voor de fruitteelt. Charles Lauffer en Jacob Hawter richtten in 1887 de boomkwekerij Helena River Nursery op. Hawter begon later de Darling Range Nursery. Er werd een theeplantage opgestart maar dat project faalde. William en George Burkinshaw begonnen een grindgroeve op de kavel waar de theeplantage faalde. Andere grindgroeves volgden. Het was de mensen achter de grindbedrijven opgevallen dat er een goede kleilaag onder het grind lag. De Statham Fire Brick Works werd opgericht en begon stenen uit de klei te maken. Het bedrijf zou tot in de jaren 1960 bestaan.
In 1902 verkavelde de overheid een aantal grote blokken en stichtte het plaatsje Smith's Mill op. Van bij het begin werd naar een andere naam gezocht omdat er reeds een plaats in Queensland zo heette. Men dacht aan Amherst maar er bestond reeds een Amherst in Victoria. Pas in 1915 werd de knoop doorgehakt en werd Smith's Mill veranderd in Glen Forrest. 'Glen' vanwege de topografie en 'Forrest' naar West-Australië's eerste premier, John Forrest.  De in 1897 gebouwde gemeenschapszaal was door de bevolking al eerder met de naam "Forrest Hall" bedacht.
Rond de eeuwwisseling had Smith's Mill, een gemeenschapszaal, een hotel, een postkantoor, een school en verschillende winkels. In 1905 werd de Glen Forrest Uniting Church gebouwd, in die tijd een baptistisch kerkje.
De sectie van de Eastern Railway die door Glen Florrest liep sloot op 23 januari 1954.

## 21e eeuw
Glen Forrest maakt deel uit van het lokale bestuursgebied Shire of Mundaring. Voor de meeste diensten en overheidsinstanties dienen de inwoners zich naar de hoofdplaats Mundaring te begeven. Er is wel een brigade van de vrijwillige brandweer, een gezondheidscentrum voor kinderen en een kleuter- en basisschool in Glen Forrest. Er is ook een kerkvereniging, een scoutclub, een tennisclub en een sportclub waar bowling, bridge en pool wordt georganiseerd.

## Klimaat
Glen Forrest kent een warm mediterraan klimaat met droge hete zomers en regenval overwegend 's winters.

## Toerisme
- De Railway Reserves Heritage Trail loopt door Glen Forrest, een 59 kilometer lang wandelpad op de plaats waar vroeger de Eastern Railway lag.[10]
- Glen Forrest grenst aan het nationaal park Glen Forrest en aan het nationaal park Beelu.
- Er liggen ook enkele natuurreservaten in een rond Glen Forrest: Strettle Road Reserve, Superblock, Richard Watson Hardey en Connection Reserve.[11]
- Glen Forrest ligt in de Darling Range. Het ligt in het Darling Botanical District getypeerd door jarrahbossen gemengd met marri en op sommige plaatsen met wandoo.[9]

## Galerij

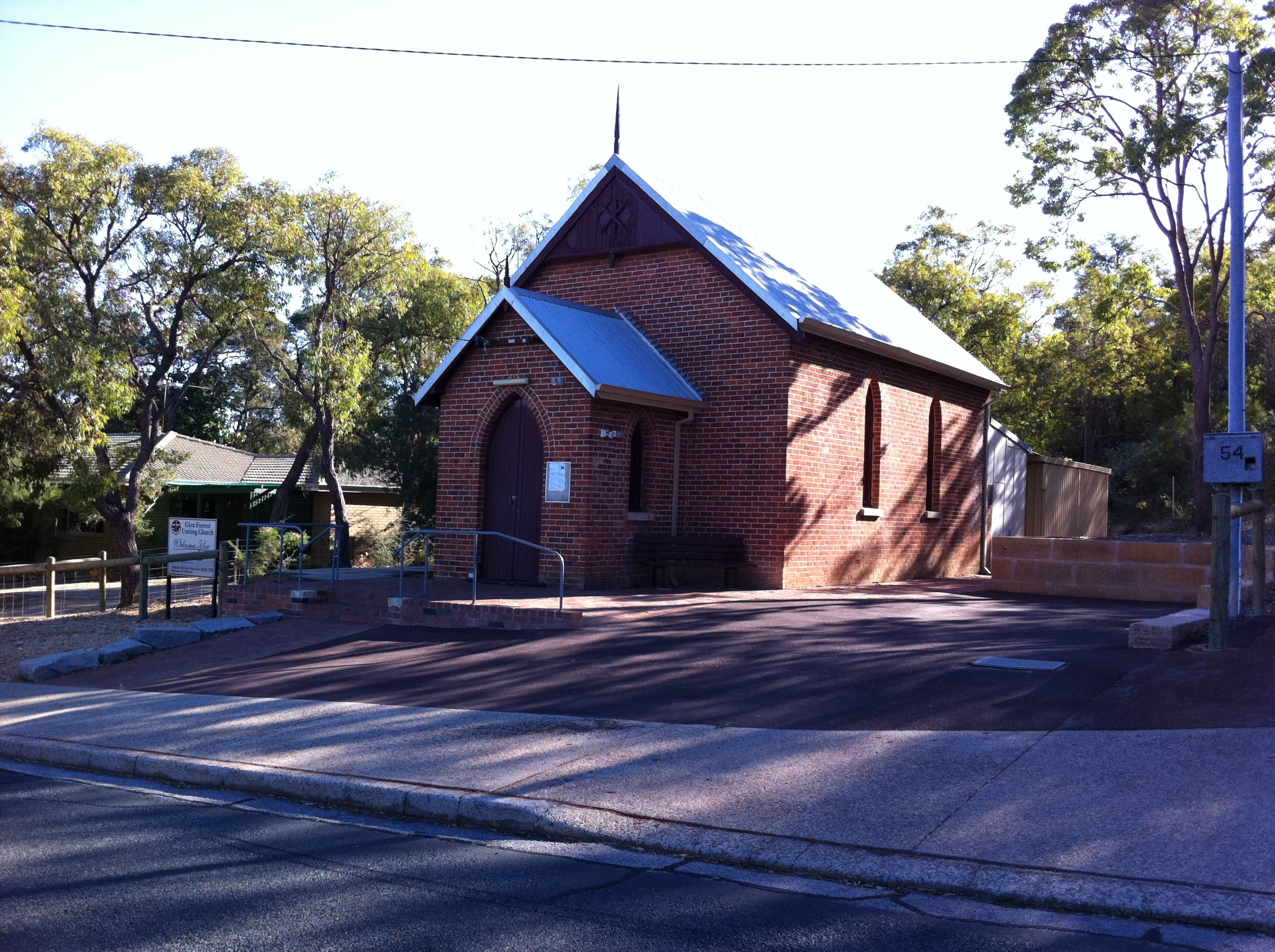
United Church
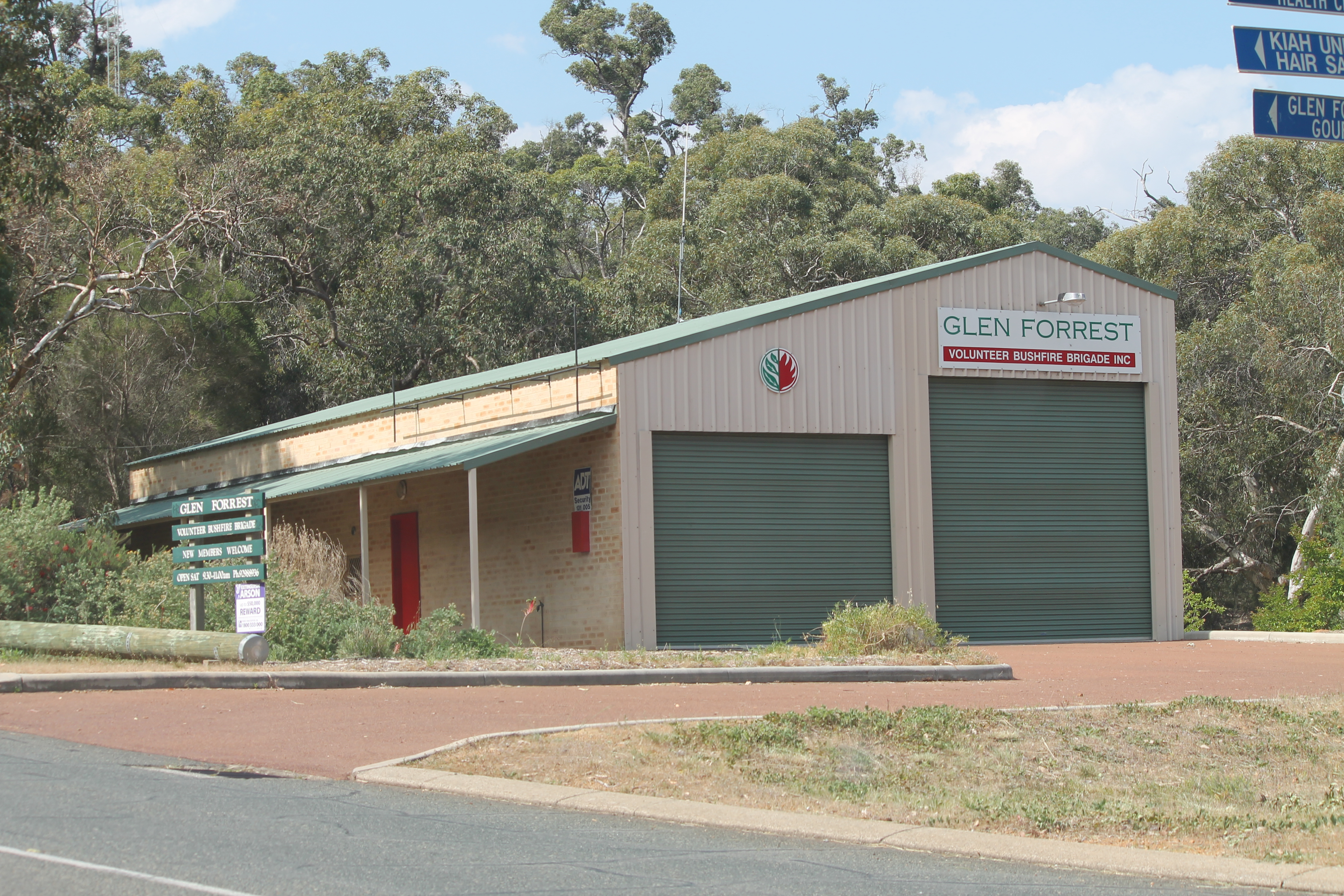
vrijwillige brandweer
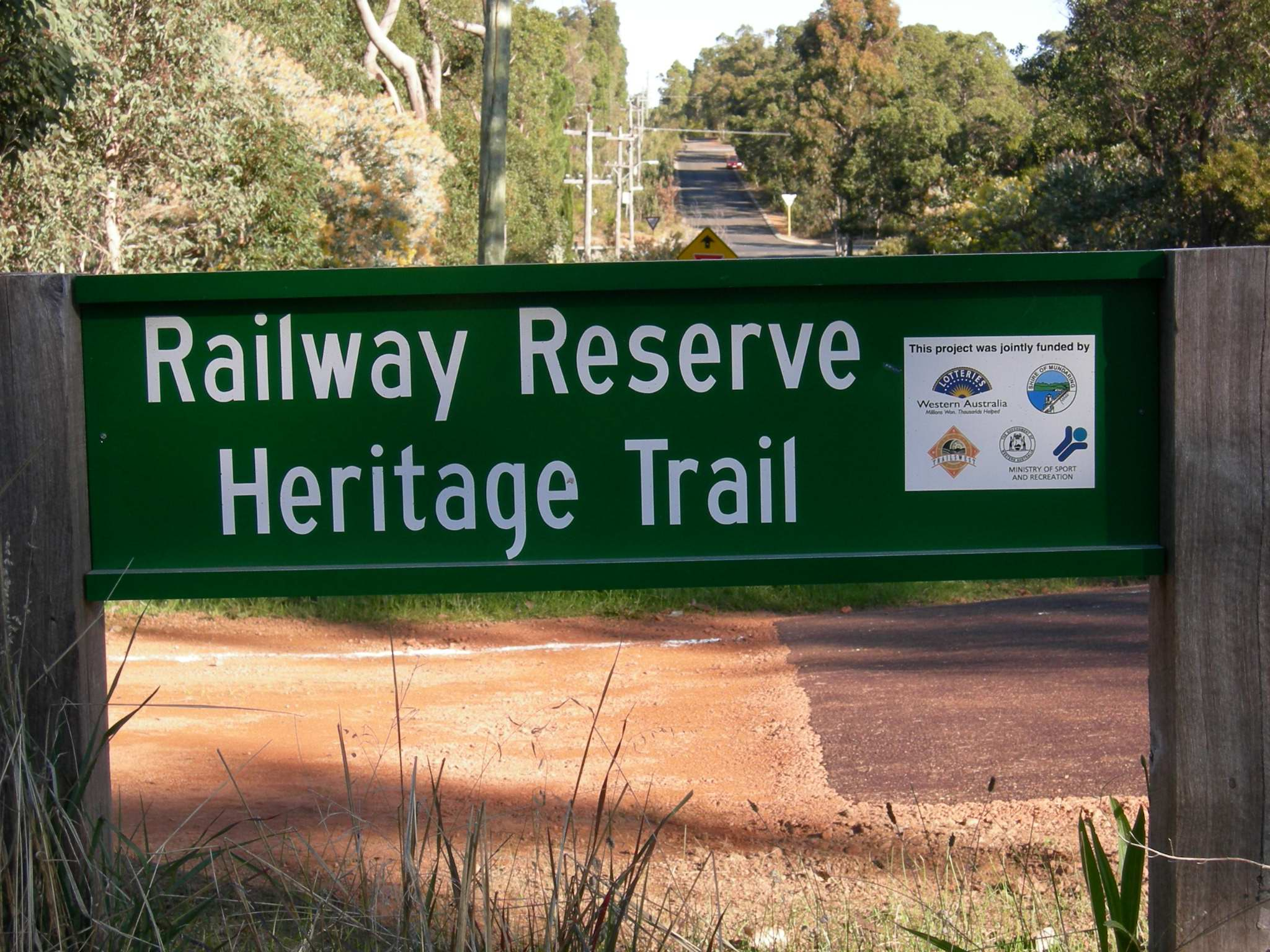
Railway Reserve Heritage Trail
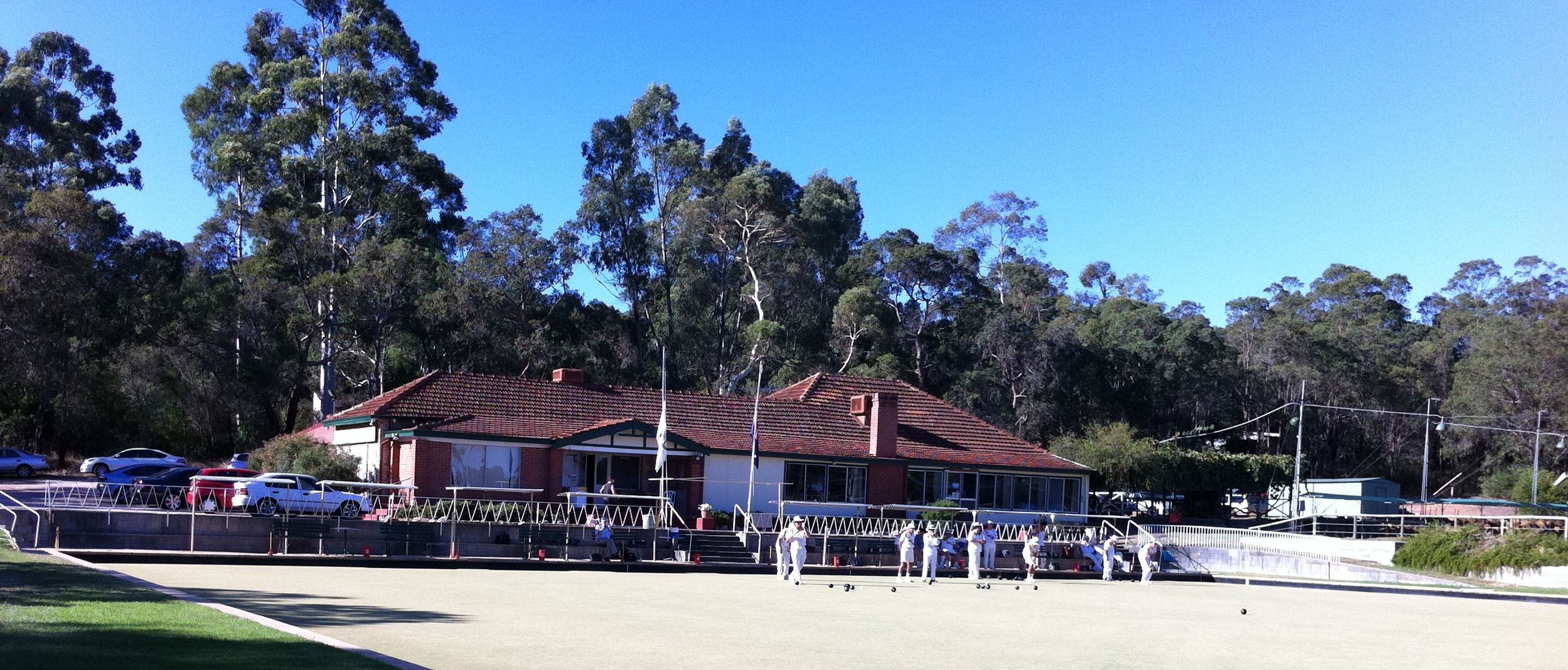
sportclub
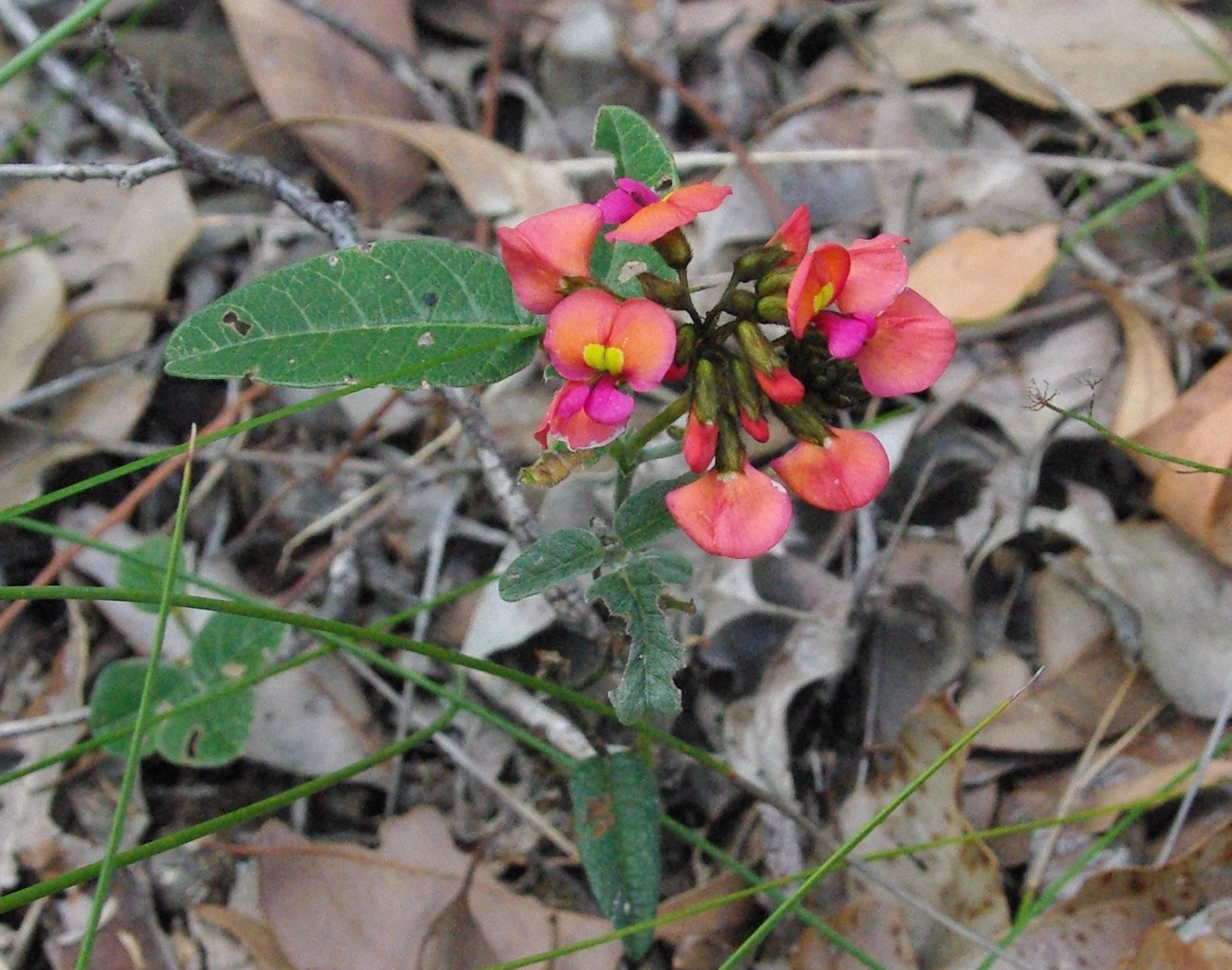
Kennedia coccinea in Strettle Road Reserve
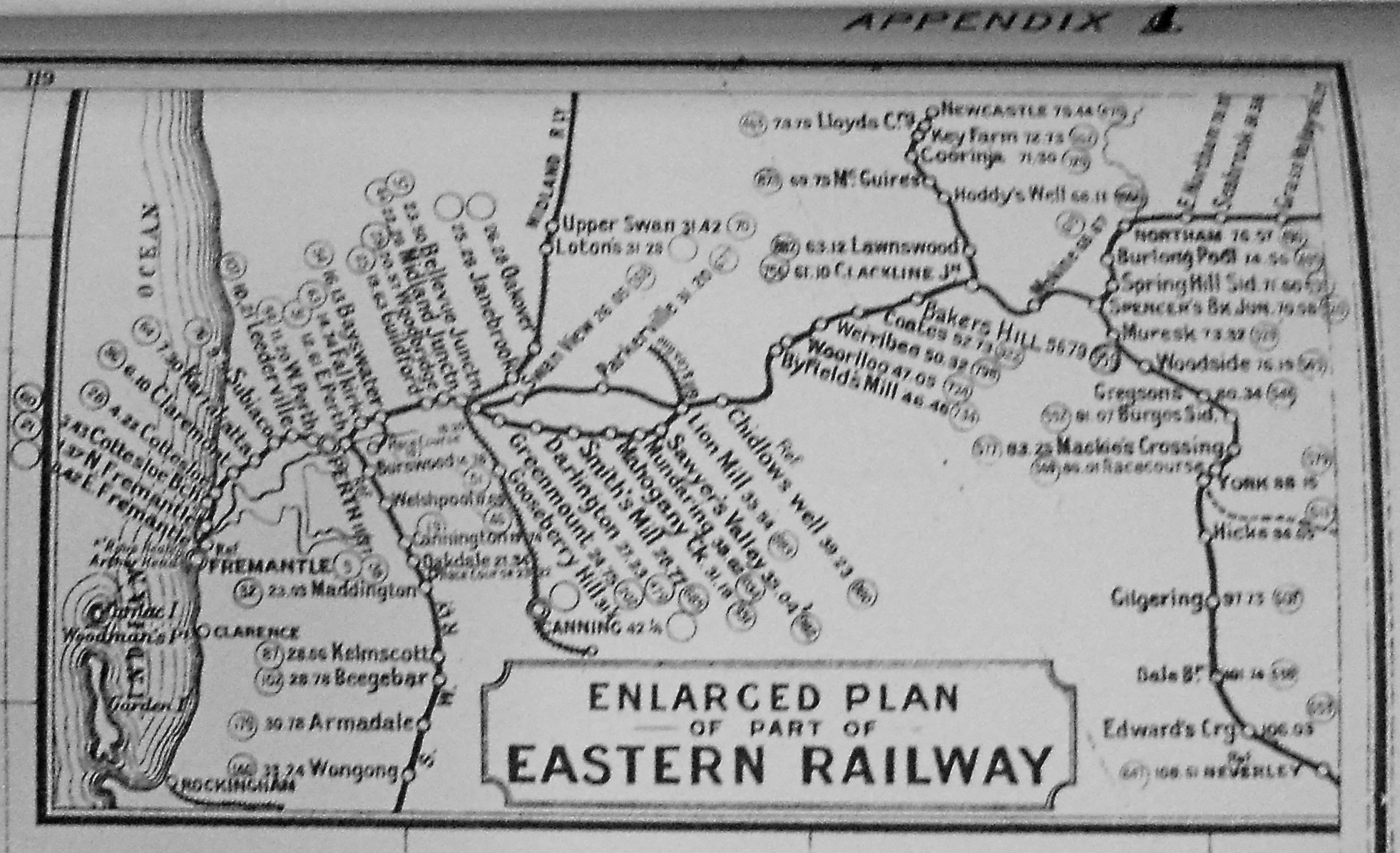
Eastern Railway in 1897